# خديجة البيضاوية
خديجة البيضاوية (1953 - 2022)، هي مغنية شعبية مغربية، تُعد واحدة من رموز العيطة المغربية المرساوية. بدأت مسارها الفني بعد وفاة زوجها في منتصف السبعينات على يد العديد من شيوخ العيطة المغربية

## وفاتها
في يوم 14 أكتوبر 2022، أعلن عن وفاة الفنانة إثر صراع طويل مع مرض السرطان.